# Modo (periodico)
 Premio Compasso d'oro  nel 1979
Modo è stata una rivista italiana di design pubblicata dal 1977 al 2006 prima dalla R.D.E Ricerche Design Editrice Srl  (Noviglio, Milano, Corsico) poi da   Editoriale Modo Srl (Milano).

## Storia editoriale
Fu fondata nel 1977 da Valerio Castelli, Giovanni Cutolo e Alessandro Mendini, su intuizione di quest’ultimo, già esponente delle avanguardie dell'Architettura Radicale e del design italiano. Mendini ne assunse da subito la direzione, dopo aver lasciato quella di Casabella nel 1976, e la mantenne fino al 1982, con un biennio (1980-1982) di doppia direzione sia di Modo che della rivista Domus. Negli anni successivi la rivista vide alternarsi altri direttori: dal 1982 al 1983 Franco Raggi, già caporedattore, seguito per un breve periodo da un Comitato Direttivo composto da Andrea Branzi, Clino Trini Castelli e Pierre Restany; dal 1984 Branzi, dal 1987 Cristina Morozzi e dal 1996 Almerico De Angelis fino alla sua scomparsa nel 2005 cui seguì la chiusura della testata nel 2006.
Finanziata nei primi anni da un ristretto gruppo di industrie dei settori arredamento e illuminazione, ebbe all'inizio sede presso il Centrokappa, uno studio di designer ed esperti dell’immagine e della comunicazione creato da Valerio Castelli all’interno dell'industria Kartell a Noviglio. La sede venne poi spostata a Milano, a Corsico e di nuovo a Milano quando De Angelis acquisì la rivista nel 1996.
Il n. 1 uscì nel giugno 1977 con l'editoriale Design dove sei? in cui Mendini esplicitava il progetto della nuova testata, un “atto di fiducia” in un periodo, gli anni di piombo, particolarmente difficile per l'Italia: non una pubblicazione diretta solo ad architetti e designer, ma un nuovo mensile di informazione sul design (sottotitolo della testata), un "giornale di costume" e di critica sulla cultura materiale rivolto a tutti i possibili interlocutori del progetto e alla società intera. Una rivista eclettica che intendeva essere un ponte tra diverse culture e diversi bisogni: “Crisi antropologica, crisi energetica, crisi di identità, impoverimento progressivo dell’umanità, miseria disperazione e rabbia studentesca, qualità del lavoro e della vita, problemi urbani, gap fra tecnologia e manualità, femminismo e spontaneismo, questi e molti altri fenomeni indicano l’essenza di un infinito mondo, forse capovolto, di oggetti tutti da inventare”.
In copertina, il dettaglio di un’illustrazione dell’artista giapponese Tiger Tateishi, The Machine, 1972. L’editoriale, come tutti i successivi di Mendini, era accompagnato da graffianti strisce di vignette in bianco e nero di Altan sul tema delle difficoltà e astrusità del progetto, con protagonisti il riflessivo e creativo Ernesto Bim e il cinico, cieco ma ricco, cugino Melloni: entrambi in acqua ma Melloni sulla sua barca, Bim no.
Per stimolare la contaminazione delle competenze, la redazione era composta da architetti e designer insieme a persone di diversa formazione. Il progetto grafico era di Agustin Olavarría (Centrokappa) con disegni di Valentino Parmiani, architetto ma soprattutto artista e illustratore.
La rivista apriva con i “Colloqui di Modo”, interviste a protagonisti italiani e non dell’architettura e del design, come Richard Buckminster Fuller, Philip Johnson, Carlo Scarpa, Gaetano Pesce, Luciano Baldessari, Luis Barragan.) Ma non solo: anche il poeta e scrittore Nanni Balestrini, la scrittrice e astrologa Lisa Morpurgo, lo stilista Kenzo Takada, la psichiatra e politica Franca Ongaro Basaglia, l’attore Marcello Mastroianni, l’editrice Laura Lepetit, la manager Marisa Bellisario. Anche i contenuti, con inchieste e approfondimenti, erano trasversali: design, controdesign e redesign di Studio Alchimia e Memphis, architettura e edilizia, arte, cinema, cultura, mercato, storia, attualità, politica, stili di vita e fenomeni sociali -come i locali alternativi e Macondo a Milano, l'indagine fotografica di Gabriele Basilico sulle balere in Emilia e Romagna poi diventata anche un libro, le discoteche- femminismo, ambiente, produzione, grafica, 
tecnologia, consumo, uso, istituzioni culturali come la Biennale e la Triennale, Kitsch e oggetto banale. “Parlare del banale vuol dire parlare di Kitsch, cioè attribuire un significato al cattivo gusto…Orologi a cucù, cognac non francesi, piante grasse presso il divano, villette dei geometri, vedute del Vesuvio in plastica fosforescente…Ma la fenomenologia del Kitsch è ben più vasta e complessa…Il Kitsch è un fatto politico direttamente legato alla forza della classe media, è il cavallo di Troia delle masse popolari per riappropriarsi delle arti.”
Modo divenne ben presto una rivista cult sulla quale scrivevano firme di prestigio italiane e non, tra cui Giulio Carlo Argan, François Burkhardt, Nigel Coates, Renato De Fusco, Gillo Dorfles, Vittorio Gregotti, Giovanni Klaus Koenig, Enzo Mari, Barbara Radice, Enrico Regazzoni, Ettore Sottsass, Lea Vergine e molti altri.
Nel 1979, per il suo lavoro di ricerca e promozione del design, la rivista ricevette il Premio Compasso d‘Oro dall'ADI, Associazione per il Disegno Industriale.
Con la direzione di Franco Raggi, che di fatto già svolgeva questo ruolo dal 1981, ci fu per due anni una continuità quasi ininterrotta con Mendini, che nel 1982 scrisse: “Con questo congedo lascio la direzione di Modo, che viene assunta da uno dei miei più cari amici...il gruppo redazionale resta invariato, e così l’impegno ideologico della rivista… ”. Raggi proseguì lo stile eterodosso e interdisciplinare del periodico, che continuò a indagare con  “…attività da rabdomanti…l’edilizia colta e quella spontanea…la banalità rassicurante del quotidiano…gli architetti ignorati dalle strutture del potere culturale…il design colto insieme a quello anonimo e a volte involontario, gli inventori bizzarri e i giovani senza palcoscenico”. Cambiò la formula degli editoriali e ne fece dei racconti letterari, metafore per narrare il tema dell’abitare e i suoi paradossi con una poetica tagliente e ironica che andava a colpire la discordanza tra la rappresentazione del mondo patinato delle riviste di settore e la vita reale. Anche la collaborazione con Altan continuò, ma con vignette singole  (non più Ernesto Bim) alternate a disegni dello stesso Raggi o a illustrazioni.
Dal 1984, con direttore Andrea Branzi – tra i fondatori a Firenze nel 1966 di Archizoom Associati, architetto, designer, docente e teorico – Modo pur restando nel solco del pensiero radicale, intraprese un percorso più concettuale di analisi e critica della cultura del progetto e dei linguaggi del design neomoderno, con attenzione alla trasformazione post-industriale, ai nuovi materiali e alla tecnologia, l’introduzione di rubriche fisse -Mario Bellini e Isao Hosoe-, la pagina sui giovani designer  “I nuovissimi” e numeri talvolta a tema, come quello sul Neoprimitivismo di giugno 1985. Le copertine furono affidate al fotografo e regista Emilio Neri Tremolada, la testata, senza più il sottotitolo, divenne Design Magazine Modo. I “Colloqui di Modo” mutarono dal primo numero del 1985 in “Braccio di Ferro”, confronti diretti tra personalità culturalmente opposte con moderatore quasi sempre Branzi, poi dal 1987 divennero “Tavola quadrata” con interventi di interlocutori diversi su un tema proposto da Modo.
In una traiettoria di maggior presenza internazionale, nel maggio 1986 fu realizzato il numero speciale chiamato Modo America, integralmente in inglese, con la collaborazione della University of Illinois at Chicago, College of Architecture, Art and Urban Planning e dell'IIC, Istituto Italiano di Cultura di Chicago. Il numero fu presentato in occasione della diciottesima edizione del Neocon di giugno, la più grande esposizione internazionale di arredo e attrezzature per ufficio che si tiene al Merchandise Mart di Chicago.
A fine 1987 la direzione di Modo passò a Cristina Morozzi, in redazione sin dal 1977. Giornalista di design e moda, scrittrice, art director di aziende e curatrice di mostre, Morozzi proveniva a sua volta dal mondo del design radicale fiorentino. Attenta all’evoluzione e ai cambiamenti del mercato, ai designer emergenti, alle contaminazioni tra arte, design e moda, riavvicinò la testata al mondo della produzione e alle sue problematiche mantenendola comunque aperta per otto anni alle nuove tendenze.
Nel 1996 la testata venne acquistata da Almerico De Angelis, architetto napoletano, artista e docente universitario, anch’egli appartenente alla corrente di pensiero dell’Architettura Radicale. Ne fu direttore e editore con la creazione dell'Editoriale Modo a Milano, che pubblicò diversi libri tra cui “250 faces of our time”, “Cento per cento objects”, "Il Profumo della seduzione" e altre riviste come Duel.
Il sottotitolo divenne Rivista internazionale di cultura del progetto, bilingue in italiano e inglese; la redazione, che aveva già vissuto precedenti avvicendamenti, mutò radicalmente, fu istituito un Comitato di Redazione composto da Giovanni Anceschi, Achille Bonito Oliva, Riccardo De Sanctis, Franco Purini, Luca Scacchetti, Francesco Trabucco e fu creata un’ampia rete di collaboratori tra cui Emilio Ambasz, Enzo Biffi Gentili, Riccardo Dalisi, Francesco Morace, Vanni Pasca.
De Angelis introdusse in apertura una sezione intitolata Pianeta Fresco (riprendendo il nome della rivista fondata a fine anni sessanta da Fernanda Pivano, Allen Ginsberg, Ettore Sottsass) che includeva poesie, eventi, punti di vista e lo stesso editoriale.  Le copertine furono eterogenee, tra i collaboratori saggi e articoli del filosofo Franco Bolelli, dell’artista e designer Antonio Barrese, dello studioso di estetica Fulvio Carmagnola. Venne avviata la rubrica "Reprint" dove furono ripubblicati testi di diversi e svariati autori tra i quali John Cage.
L'intenzione di De Angelis, come ripreso nel numero dei venticinque anni della rivista nel 2001, fu di riportare Modo alla formula originale di Mendini: uno strumento critico di comunicazione interdisciplinare su design e architettura più concentrato sul processo che sul prodotto. Nello stesso numero furono pubblicati commenti e testimonianze di diverse personalità che a vario titolo avevano collaborato o ancora collaboravano alla testata - tra cui precedenti direttori o autori- e anche ripubblicati articoli dei decenni precedenti
Modo, scrisse in questa occasione Franco Raggi,  derivò la sua “prorompente diversità” da un “approccio antispecialistico e amorevolmente curioso verso gli scenari del quotidiano, e verso la ricerca di una nuova grammatica oggettuale aperta e inclusiva … come caporedattore agli inizi e direttore poi, mi è rimasta la nostalgia per quell’occhio libero da strategie di potere e da pregiudizi culturali che la rivista ha conservato finché l’ho diretta e anche dopo.”
Per oltre ventotto anni il mensile si è fatto portavoce della cultura progettuale italiana e internazionale come rivista considerata "indipendente", svolgendo "attività di militanza e di critica nel campo dell'informazione", anche in contraddizione con le idee correnti.

## Premi e riconoscimenti
- 1979 Premio Compasso d'Oro ADI